# Emus
Die Emus (Dromaius) sind eine Gattung flugunfähiger Laufvögel aus Australien. Die Gattung umfasst neben dem bekannten Großen Emu drei seit der Mitte des 19. Jahrhunderts ausgestorbene Unterarten, welche auf Tasmanien, King Island und Kangaroo Island vor der Küste von South Australia lebten, sowie zwei weitere schon in vorgeschichtlicher Zeit ausgestorbene Arten.

## Merkmale
Emus sind große Vögel, die zwischen 1,6 und 1,9 Meter hoch werden, zwischen 30 und 45 Kilogramm wiegen, sehr kräftige Beine und Füße mit drei Zehen haben. Kopf und Hals sind nur spärlich befiedert. Die Gesichtshaut ist schwarz und blau, der Kehlsack ist aufblasbar. Grundsätzlich leben Emus eher einzelgängerisch.
Die Fortpflanzungszeit fällt in den australischen Winter. Die Gelegegröße variiert zwischen fünf und fünfzehn Eiern. Diese werden mit einem Legeintervall von zwei bis vier Tagen gelegt. Nur die Männchen brüten die Küken aus, die nach knapp 2 Monaten schlüpfen, und ziehen sie dann ca. ein halbes Jahr auf. Manchmal kümmern sich zwei Männchen gemeinsam um den Nachwuchs, bilden ein großes Nest mit über 20 Eiern, brüten abwechselnd und ziehen die Küken gemeinsam auf. Insbesondere Männchen mit Jungtieren zeigen ein aggressives Verhalten, auch gegenüber deren Mutter.
Emus sind Pflanzenfresser.

## Systematik

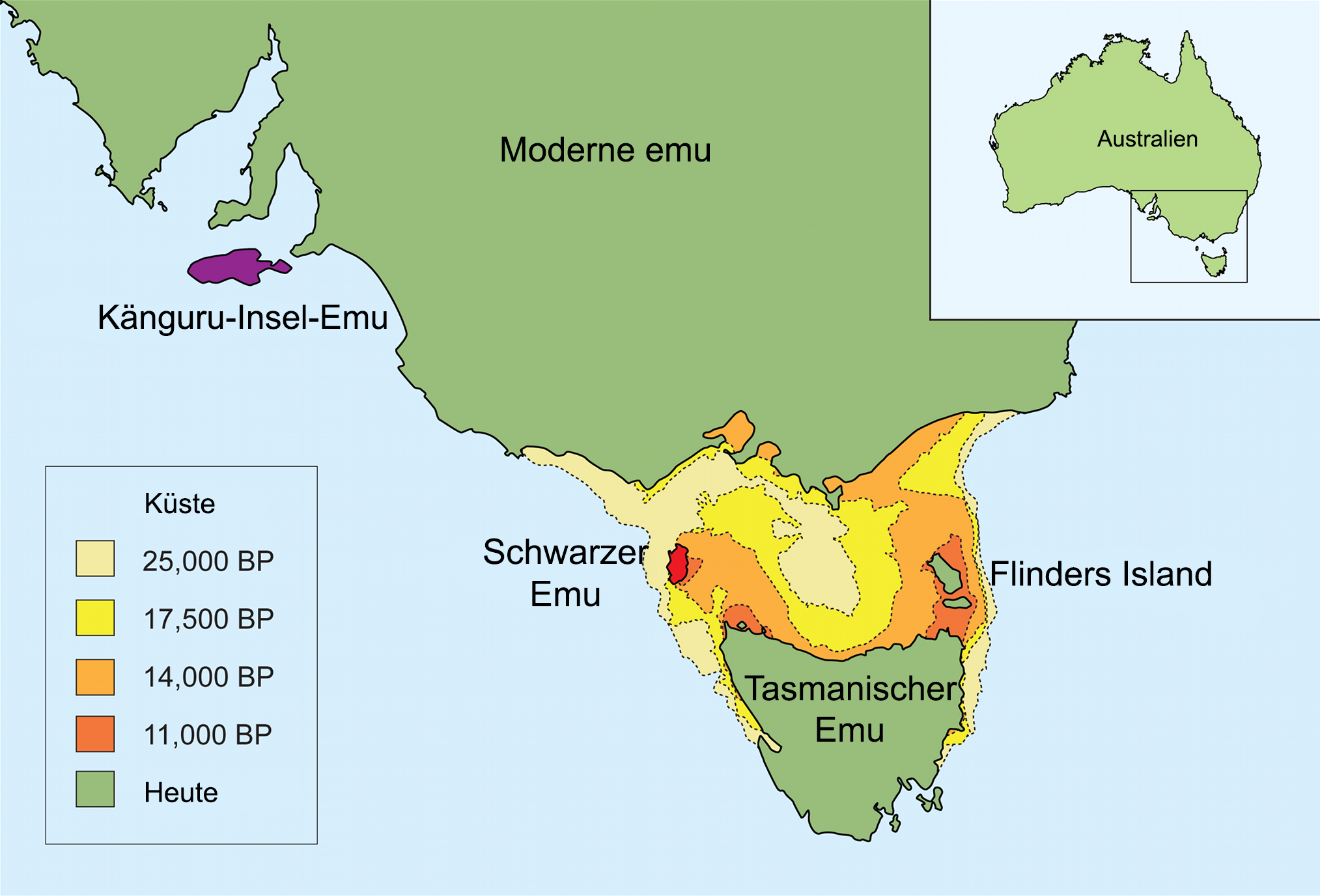
Karte Südostaustraliens und Tasmaniens mit ehemaligen Küstenlinien und Verbreitungsgebiete verschiedener Unterarten des Großen Emus

Die nächsten Verwandten der Emus sind die Kasuare, mit denen sie in einer gemeinsamen Familie Casuariidae vereint werden. Zur Gattung der Emus gehören der rezente Emu mit drei ausgestorbenen Unterarten und zwei ausgestorbene Arten aus dem Miozän bzw. dem Pliozän:
- Großer Emu (D. novaehollandiae), Australien
  - † Känguru-Insel-Emu (D. novaehollandiae baudinianus), Känguru-Insel
  - † Tasmanischer Emu (D. novaehollandiae diemenensis), Tasmanien
  - † Schwarzer Emu (D. novaehollandiae minor), Königsinsel (King Island)
- † Dromaius arleyekweke[5]
- † Dromaius ocypus[6]

## Einzelbelege
1. ↑  Higgins, S. 47.
2. ↑  "in Emus and Greater Rheas - all incubation and chick-rearing is performed by males without any help of females:" (Bagemihl, Bruce: Biological Exuberance. Animal Homosexuality and Natural Diversity, New York 2000, ISBN 0-312-25377-X (=Bagemihl), S. 622).
3. ↑  "Male Emus .. sometimes coparent". (Bagemihl, S. 623)
4. ↑  IOC World Bird List: Ratites: Ostriches to Tinamous
5. ↑  Adam M. Yates; Trevor H. Worthy (2019). A diminutive species of emu (Casuariidae: Dromaiinae) from the late Miocene of the Northern Territory, Australia. Journal of Vertebrate Paleontology. e1665057. doi:10.1080/02724634.2019.1665057
6. ↑  Miller, A.H. (1963). Fossil ratite birds of the late Tertiary of South Australia. Records of the South Australian Museum. 14: 413–420.